# Communauté de communes de la Région de Suippes
La communauté de communes de la Région de Suippes (CCRS) est une structure intercommunale française, située dans le département de la Marne créée en 2014 sous le nom de  communauté de communes de Suippes et Vesle (CCSV).

## Historique
Conformément aux prévisions du schéma départemental de coopération intercommunale (SDCI) de la Marne du 15 décembre 2011, la communauté de communes de Suippe et Vesle est créée par arrêté préfectoral du 30 janvier 2013 et est entrée en vigueur le 1er janvier 2014,.
Ce nouvel établissement public de coopération intercommunale résulte de la fusion des communautés de communes communauté de communes de la Région de Suippes (16 communes) et CC des Sources de la Vesle (3 communes).
Le 1er janvier 2017, les communes de  Courtisols, Poix et Somme-Vesle (qui constituaient l'ancienne  communauté de communes des Sources de la Vesle) quittent la communauté de communes de Suippe et Vesle pour rejoindre la communauté de communes de la Moivre à la Coole.
L'EPCI reprend alors le nom de communauté de communes de la Région de Suippes.
Le schéma départemental de coopération intercommunale arrêté par le préfet de la Marne le 30 mars 2016 prévoit la fusion de la communauté de communes de la Région de Suippes avec la communauté de communes de la Région de Mourmelon au sein d'une nouvelle communauté de communes, qui regrouperait 24 communes et 16 596 habitants.

## Territoire communautaire

### Géographie
La communauté de communes de la région de Suippes est un territoire rural de 479,5 km2 composé de 16 communes structurés par le bourg-centre de Suippes, et connu par la présence du camp militaire de Suippes.
Selon l'Insee, le territoire présentait en 2016 les chiffres-clés suivants : 
- Population
  - Nombre d'habitants :  7 703
  - Densité de la population (nombre d'habitants au km²) : 16,1
  - Nombre de ménages : 2942
- Emploi - Chômage
  - Emploi total (salarié et non salarié) : 3565
  - Taux d'activité des 15 à 64 ans : 79,7 %
- Établissement industriels et commerciaux
  - Nombre d'établissements actifs : 262
  - Part de l'industrie : 33 %
  - Part de l'agriculture : 7,3 %
  - Part de la construction : 3 %
  - Part du commerce, transports, services : 25,2 %
  - Part de l'administration publique, enseignement, santé et action sociale : 31,5 %

### Composition
La communauté de communes est composée des 16 communes suivantes :

| Nom                       | Code Insee | Gentilé         | Superficie (km2) | Population (dernière pop. légale) | Densité (hab./km2) |
| ------------------------- | ---------- | --------------- | ---------------- | --------------------------------- | ------------------ |
| Suippes (siège)           | 51559      | Suippas         | 42,25            | 3 898 (2022)                      | 92                 |
| Bussy-le-Château          | 51097      | Bussinais       | 23,93            | 184 (2022)                        | 7,7                |
| La Cheppe                 | 51147      | Chepillons      | 23,9             | 326 (2022)                        | 14                 |
| La Croix-en-Champagne     | 51197      | Crachetons      | 16,58            | 86 (2022)                         | 5,2                |
| Cuperly                   | 51203      |                 | 20,92            | 219 (2022)                        | 10                 |
| Jonchery-sur-Suippe       | 51307      | Macriots        | 24,74            | 228 (2022)                        | 9,2                |
| Laval-sur-Tourbe          | 51317      |                 | 14,58            | 49 (2022)                         | 3,4                |
| Saint-Hilaire-le-Grand    | 51486      | Charbodiers     | 42,39            | 359 (2022)                        | 8,5                |
| Saint-Jean-sur-Tourbe     | 51491      |                 | 17,04            | 90 (2022)                         | 5,3                |
| Saint-Remy-sur-Bussy      | 51515      | Saint-Remillons | 34,65            | 329 (2022)                        | 9,5                |
| Sainte-Marie-à-Py         | 51501      | Copiots         | 26,92            | 195 (2022)                        | 7,2                |
| Somme-Suippe              | 51546      | Somme-Suippas   | 31,51            | 511 (2022)                        | 16                 |
| Somme-Tourbe              | 51547      | Astuciers       | 19,39            | 141 (2022)                        | 7,3                |
| Sommepy-Tahure            | 51544      | Sompinards      | 68,24            | 656 (2022)                        | 9,6                |
| Souain-Perthes-lès-Hurlus | 51553      | Goyats          | 53,12            | 260 (2022)                        | 4,9                |
| Tilloy-et-Bellay          | 51572      | Tillotins       | 19,34            | 234 (2022)                        | 12                 |

### Démographie
| 1968  | 1975  | 1982  | 1990  | 1999  | 2008  | 2013  | 2018  |
| ----- | ----- | ----- | ----- | ----- | ----- | ----- | ----- |
| 6 800 | 6 520 | 6 370 | 6 532 | 6 840 | 7 488 | 7 722 | 7 712 |

## Organisation

### Siège
Le siège de la communauté de communes se trouve à Suippes, 13, place de l'Hôtel-de-Ville.

### Élus
La Communauté de communes est administrée par son Conseil communautaire, composé pour la mandature 2020-2026 de 35 conseillers communautaires, qui sont des conseillers municipaux  représentant chaque commune membre, répartis de la manière suivante  :

- 17 délégués pour Suippes ;

- 3 délégués pour Sommepy Tahur ;

- 2 délégués pour Somme Suippe ;

- 1 délégié ou son suppléant pour les autres communes, toutes de moins de 500 habitants.
À la suite des élections municipales de 2020 dans la Marne, le conseil communautaire du 10 juillet 2020 a réélu son président, François Mainsant, maire de Saint-Jean-sur-Tourbe, et élu ses 7 vice-présidents, qui sont :
1. François Collart, maire de Suippes, délégué à l'aménagement et l'attractivité du territoire ;
2. Brigitte Chocardelle, maire de Sainte-Marie-à-Py, déléguée au développement économique ;
3. Jacky Hermant, maire de Saint-Rémy sur Bussy, délégué à la voirie, l'eau et l'assainissement ;
4. Bénédicte Babillot, conseillère municipale de Suippes,  déléguée au volet social ;
5. Laurent Gournail, conseiller municipal de Suippes, délégué aux finances ;
6. Catherine Bouloy, maire de Cuperly, déléguée à l'action culturelle, sportive et à la communication ;
7. Olivier Soudant, maire de Sommepy-Tahure, délégué aux bâtiments, aux déchets et au développement durable.

Ensemble, ils forment le bureau de la communauté pour le mandat 2020-2026.

### Liste des présidents
| Période      | Période                    | Identité          | Étiquette | Qualité |
| ------------ | -------------------------- | ----------------- | --------- | --- |
| janvier 2014 | En cours (au 17 juin 2021) | François Mainsant | DVD       | Maire de Saint-Jean-sur-Tourbe (2001 →) Président de l'ex-CC Région de Suippes (? → 2013) Réélu pour le mandat 2020-2026, |

### Compétences
L'intercommunalité exerce les compétences qui lui ont été transférées par les communes membres, conformément aux dispositions légales. Il s'agit des matières suivantes :
- Aménagement de l’espace ;
- Actions de développement d’intérêt communautaire ;
- Protection et mise en valeur de l’environnement ;
- Gestion des centres de secours contre l’incendie ;
- Transports scolaires et périscolaires (fonctionnement et investissement) ;
- Bâtiments communaux ;
- Construction, entretien et fonctionnement d’équipements de l’enseignement pré-élémentaire et élémentaire ;
- Création, aménagement, entretien de la voirie ;
- Création d'une maison médico-sociale ;
- Création d'un relais services publics ;
- Accompagnement des initiatives visant à la promotion d'énergies renouvelables[8].

### Régime fiscal et budget
La communauté de communes est un établissement public de coopération intercommunale à fiscalité propre.
Afin de financer l'exercice de ses compétences, l'intercommunalité perçoit la fiscalité professionnelle unique (FPU) – qui a succédé à la taxe professionnelle unique (TPU) – et assure une péréquation de ressources entre les communes résidentielles et celles dotées de zones d'activité.
Elle perçoit également une taxe d'enlèvement des ordures ménagères (TEOM), qui finance le fonctionnement de ce service public, ainsi qu'une bonification de la dotation globale de fonctionnement (DGF).
Elle ne reverse pas de dotation de solidarité communautaire (DSC) à ses communes membres.

## Projets et réalisations

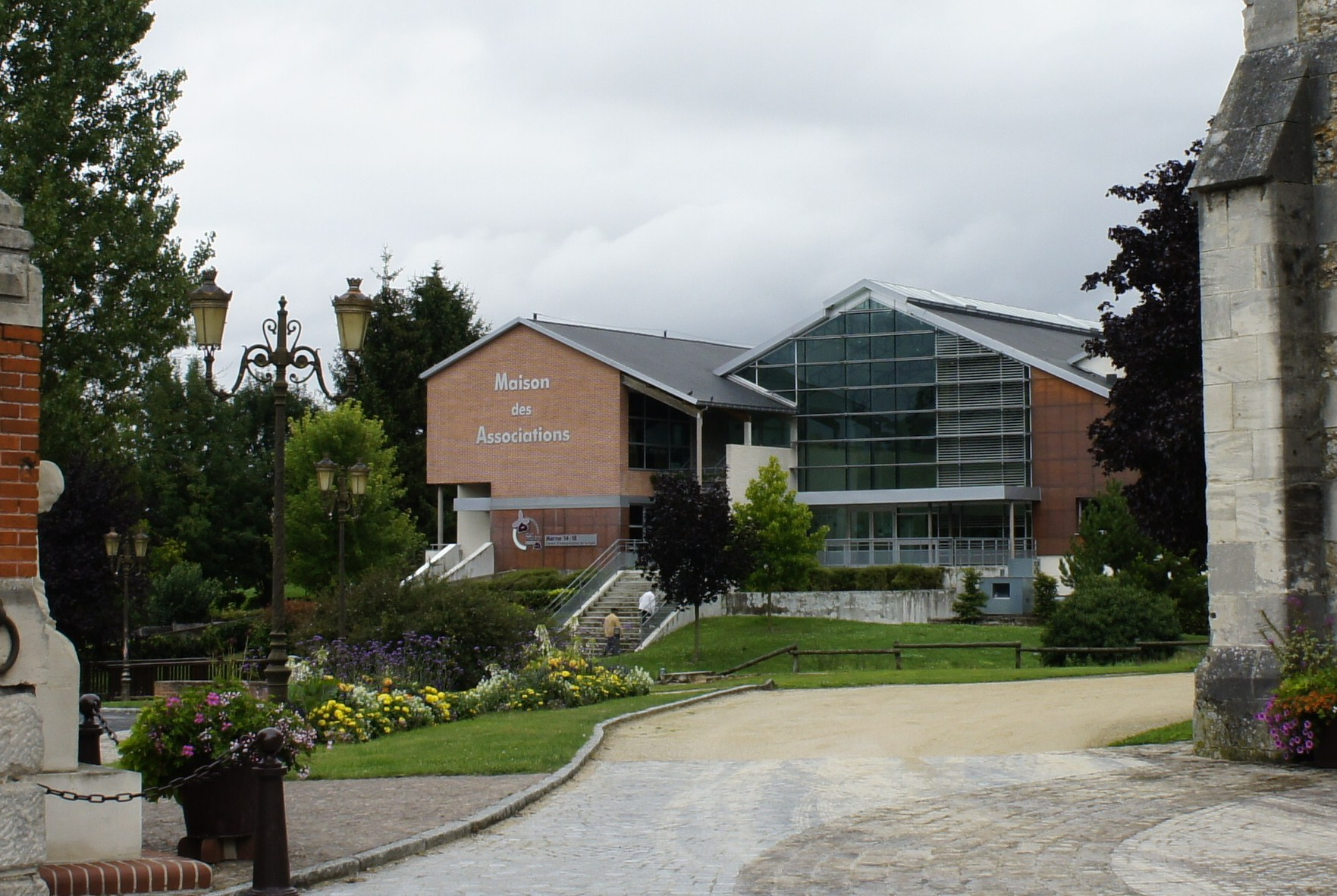
Le centre d'interprétation de la Marne 14-18 à Suippes.

Conformément aux dispositions légales, une communauté de communes a pour objet d'associer des « communes au sein d'un espace de solidarité, en vue de l'élaboration d'un projet commun de développement et d'aménagement de l'espace ».
La Communauté anime le centre d'interprétation de la Marne 14-18, 4 ruelle Bayard à Suippes.